# Thorsten Grasshoff
Pour les articles homonymes, voir Grasshoff.
Thorsten Grasshoff (ou Paul T. Grasshoff) né le 20 décembre 1969 à Berlin est un acteur allemand.  

## Biographie

### Vie privée
Thorsten Grasshoff est né le 20 décembre 1969 à Berlin. Il a étudié à l'université de Francfort-sur-le-Main. Il parle allemand, anglais français et russe. Il pratique également le tennis, le surf et le badminton. Il a un frère.
Depuis 2006 il est marié avec l'actrice allemande Caroline Scholze avec qui il a deux enfants (Janne née en 2002 et Ole Antona né en 2006) et une fille issue d'un premier mariage de Caroline : Paula. Thorsten et Caroline se sont connus lors du tournage du film Liebe und andere Lügen (Pas d'amour sans mensonges)

### Carrière professionnelle
À côté de ses rôles télévisuels et cinématographiques, Thorsten joue régulièrement dans des pièces de théâtre sur différentes scènes d'Allemagne.
En 2000, il joue dans la série allemande Unser Charly le rôle de Lukas Hertz. Il enchaîne ensuite plusieurs téléfilms dont « Swimming pool » en 2001. En 2003 suivront « Echte Männer ? », « Motown », « Aus Liebe zu Tom », « Emilia » en 2005, puis « Hallo Robbie ! » en 2006 et Brigade du crime (SOKO Leipzig) la même année. En 2006, il rejoint le casting de la série Le Rêve de Diana pour interpréter le rôle de Julian Arthur Herzog (son plus long rôle jusqu'à présent). Il quitte cette série fin 2007 pour se consacrer à sa famille. En 2009 il interprète le rôle d'Alexander Zeiss dans la série allemande Anna und die Liebe.

## Filmographie

### Cinéma
- 2001 : Swimming Pool : La Piscine du danger : Greg
- 2003 : Motown : Patrick
- 2005 : Emilia : Appiani
- 2005 : Morgen ist die Nacht vorbei : Lester

### Télévision

#### Téléfilms
- 2000 : Liebe und andere Lügen : Pas d'amour sans mensonges : Michail alias Paul Wagner
- 2001 : Wie angelt man sich einen Müllmann? : Frank Winkler
- 2003 : Aus Liebe zu Tom  (L'Enfant de l'amour) (téléfilm) : Steff Keller
- 2003 : Echte Männer? : Sean Curtis
- 2003 : Gelübde des Herzens : Luca Divalle
- 2003 : Das Glück ihres Lebens : Niklas Bergmann
- 2006 : Karol Wojtyła – Geheimnisse eines Papstes : Arzt

#### Séries télévisées
- 1995 : girl friends – Freundschaft mit Herz : Thorsten Buck
- 1995 : Die Stadtklinik
- 1996 : Die Flughafenkilinik : Richard
- 2000 : In aller Freundschaft
- 2000 : Auf eigene Gefahr : Kemal Serdani
- 2000 : Für alle Fälle Stefanie : Silvio Ammler
- 2000 : Unser Charly : Charly la malice : Lukas Hertz
- 2001 : Die Rote Meile : Jesse
- 2002 : STF (SK Kölsch) : Jan Schwanhold
- 2003 : Kunden und andere Katastrophen : Oliver
- 2004 : Berlin, Berlin : Volker Weller "Zack"
- 2004 : In aller Freundschaft : Robert Berlitz
- 2005 : Inga Lindström : L'Île du bonheur : Harald Molin
- 2005 : Le Fils prodigue : Clark Appelton
- 2005 : SOKO Wismar : Dr steffen Vogelmann
- 2006 : Hinter Gittern : Rick
- 2006 : Hallo Robbie! : Michael Buchheim
- 2006 : Brigade du crime (SOKO Leipzig) : René Schneider
- 2006 : Zwei Engel für Amor : Yanni
- 2006–2007 : Le Rêve de Diana : Julian Arthur Herzog
- 2008 : In aller Freundschaft : Robert Berlitz
- 2009 : Anna und die Liebe : Alexander Zeis

## Théâtre
- 1996–1999 Zerbombt; Die Jungfrau von Orleans; Drei Schwestern; Das wilde Fest und Der Disney-Killer, Klistier, Nach dem Regen, der Freigeist (Théâtre national Mannheim)
- 2000 : Der Kirschgarten (Théâtre de l'Est)
- 2001 : Wer hat Angst vor Virginia Woolf? (Théâtre Ernst Deutsch de Hambourg) : Nick
- 2003 : Ein Blick von der Brücke (Tribühne Berlin) : Rodolpho
- 2005 : Salon Dedé oder der Schuster der Liebe : Gast